# Villatuerta
Villatuerta (em castelhano) ou Bilatorta (em basco) é um município da Espanha na província e comunidade foral (autónoma) de Navarra. Tem 23,81 km² de área e em 2021 tinha 1 258 habitantes (densidade: 52,8 hab./km²).

## Demografia
| Variação demográfica do município entre 1991 e 2004 | Variação demográfica do município entre 1991 e 2004 | Variação demográfica do município entre 1991 e 2004 | Variação demográfica do município entre 1991 e 2004 |
| --------------------------------------------------- | --------------------------------------------------- | --------------------------------------------------- | --------------------------------------------------- |
| 1991                                                | 1996                                                | 2001                                                | 2004                                                |
| 797                                                 | 786                                                 | 847                                                 | 970                                                 |